# Pentatoniek
Pentatoniek is in de muziek het gebruik van een toonreeks bestaande uit vijf tonen. Πέντε (pente) is Grieks voor 5. De vijftonige reeks is opgebouwd uit toonschredes van secundes en tertsen. De pentatonische reeks is feitelijk geen echte toonladder, maar kan wel worden afgeleid uit gangbare majeur- en mineurtoonladders. Vele culturen en muziekstromingen gebruiken de pentatoniek, maar vooral Chinese muziek, Keltisch-Ierse en Schotse muziek, Indiaanse muziek en blues staan er om bekend. Ook klassieke muziek kan pentatonisch zijn, of pentatonische elementen bevatten, zoals Morgenstimmung van Edvard Grieg. Ook veel kinderliedjes zijn gebaseerd op pentatoniek.

## Tonaliteit
Tonaliteit is een relatieve term uit de muziektheorie die betrekking heeft op de samenhang en de mogelijkheden van melodie en harmonie. Het is de muzikale perceptie (ervaring), die wordt bewerkstelligd door de onderlinge verhoudingen van de tonen ten opzichte van de grondtoon (tonica) van de gebruikte toonsoort. De tonica wordt ervaren als de spil (het tooncentrum) van melodie en harmonie en van het terugkerende spel van oplossing en spanningsloosheid.
In een pentatonische reeks kan een tonaal centrum aanwezig zijn, afhankelijk van de harmonische context, maar in pentatonische reeksen zonder leidtoon of kleine secundes, is tonaliteit niet vanzelfsprekend. Het aanwezig zijn van een terts (bijvoorbeeld C-E en E-G en A-c in de reeks C-D-E-G-A-c) of sext (bijvoorbeeld C-A en E-c in de reeks C-D-E-G-A-c) als harmonisch welluidend interval draagt soms bij aan de mate waarin en specifieke tonaliteit kan worden ervaren.
- Voorbeeld: In de reeks C-D-E-G-A-c zit geen leidtoon (B) naar de 'grondtoon' (C), en geen leidtoon (Fis) naar de kwint G. Wel horen we op de 'grondtoon' C de grote terts E, die een majeurklank geeft in de combinatie van drie van de vijf tonen: C-E-G. Ook horen we de grote sext A op de 'grondtoon' C, die ook een majeurklank geeft. 
  - Deze reeks kunnen we ook opschrijven als een stapeling van kwinten op C: C-G-d-a-e', die dan de 'grondtoon' C versterkt.  Als 'jazzakkoord' zouden alle vijf tonen gehoord kunnen worden als C6/9. We zouden dus een melodie met tonen uit deze reeks kunnen voorzien van een begeleidingsakkoord C majeur. In dat geval ervaren we tonaliteit.
  - We kunnen echter ook dezelfde reeks opschrijven als bijvoorbeeld een stapeling van kwarten: E-A-d-g-c', die dan veel minder 'stabiel' klinkt dan een majeurakkoord, omdat er dan minder 'grondtoon' versterkt wordt en er dan dus minder grondtoon hoorbaar is.  In dat geval is de 'open', wat 'kalere' klank die zo ontstaat dus veel minder tonaal bepaald.

### Afleiding
De pentatonische reeks kent geen tonaal centrum, omdat door het ontbreken van een leidtoon elke toon in principe gelijkwaardig is. Wel kan de reeks worden afgeleid uit onder meer de mineur- of de majeurtoonladder. Meestal gebruikt men de vierde en zevende trap van de majeurtoonladder niet.
- Voorbeeld:  de toonladder van C-majeur: (C-D-E-F-G-A-B-c) wordt pentatonisch na weglaten van de leidtonen F (de 4e toon) en B (7e toon): C-D-E-G-A-c

Indien er bijvoorbeeld gemoduleerd moet worden van majeur naar mineur, speelt men de tweede en zesde trap van de mineurtoonladder niet.
- Voorbeeld: De toonladder van a-mineur (A-B-c-d-e-f-g-a) wordt A-c-d-e-g-a

Een pentatonische mineurtoonladder kan ook worden gevonden door de pentatonische majeurtoonladder vanaf de zesde trap (=A) te spelen.
Afhankelijk van de muziekstijl zijn er meer vormen van pentatoniek mogelijk. In de Keltisch-Ierse/Schotse muziek is het niet ongewoon om pentatoniek toe te passen, die van modale toonladders is afgeleid.

## Hemitonisch of anhemitonisch
Concrete voorbeelden van pentatoniek zijn (met stamtonen genoteerd):
De eerste vier voorbeelden zijn anhemitonische pentatonische toonladders, dat wil zeggen dat kleine secunden (halve toonafstanden) erin ontbreken. 
Het vijfde tot en met achtste voorbeeld zijn hemitonisch pentatonisch, waarbij wel kleine secunden (E-F en/of B-C) aanwezig zijn.
(N.B. Voor anhemitonisch is ook het woord enhemitonisch in gebruik.)

### Anhemitonisch
- C-D-E-G-A-c (afgeleid van C majeur)
- A-c-d-e-g (afgeleid van a mineur)
- G-A-c-d-e-g (afgeleid vanuit de modale G-mixolydische en g-dorische toonladder)
- D-E-G-A-c-d (afgeleid vanuit de modale d-dorische en d-eolische toonladder)

### Hemitonisch
- C-E-F-G-B-c (afgeleid van C-majeur)
- D-E-F-A-B-d (afgeleid van d dorisch)
- A-B-c-e-f-a (afgeleid van a-mineur harmonisch, pentatonische mineurreeks, met zowel mineurterts als verlaagde sext)
- B-c-d-f-g-b (afgeleid van b locrisch)

### Stemming
In niet-westerse pentatoniek zijn de intervallen soms licht afwijkend van grootte. Zo kunnen er in de pentatonische reeks microtonale verbuigingen van tonen voorkomen. Een voorbeeld:
- C-D-↓E-G-↓A-c (met een E en A die tussen grote en kleine terts en sext op de C worden geïntoneerd, hier aangegeven met het pijltje neerwaarts ↓)

## Voorbeelden
- Een bekend voorbeeld van een pentatonische reeks wordt gevormd door de zwarte toetsen op de piano: Het afspelen van audio wordt niet ondersteund in uw browser. U kunt het audiobestand downloaden.
- Veel (kinder-)liedjes, negrospirituals en hymnen zijn gebaseerd op voornamelijk pentatonische motieven, zoals Amazing Grace: Het afspelen van audio wordt niet ondersteund in uw browser. U kunt het audiobestand downloaden.
- Het Morgenstemning-thema uit de Peer Gyntsuite van Edvard Grieg: Het afspelen van audio wordt niet ondersteund in uw browser. U kunt het audiobestand downloaden.

## Blues en pentatoniek
In de blues gebruikt men vaak pentatonische reeksen, die al dan niet aangevuld kunnen worden met extra tonen.
- Voorbeeld 1: De reeks C-D-E-G-A-c met als aanvulling ook nog een extra verhoogde vierde trap (Fis), die dient als leidtoon naar de vijfde trap, de dominant.
- Voorbeeld 2: Ook gebruiken bluesmuzikanten een extra verlaagde derde trap, waardoor het gevoel van een mineurtoonladder ontstaat. Dit noemt men de blue note. Bijvoorbeeld: C-D-E-G-A-c wordt C-D-Es-E-G-A-c (met extra toegevoegde 'blue note' Es)
- Voorbeeld 3: In een mineurblues ziet men weleens de volgende reeks: C-Es-F-G-Bes-c, die aangevuld wordt met een verhoogde 4e toon (Fis).